# Границі (округ Хеб)
Границі, в минулому Россбах (чеськ. Hranice, нім. Rossbach) — місто в окрузі Хеб Карловарського краю Чехії. Традиційна німецька назва міста Россбах перекладається як «Кінський Струмок».

## Історія
Перша письмова згадка міста відноситься до 1413 року. У 1633 році 40 осіб в Кордоні померли під час епідемії бубонної чуми. У 1806 році тут була побудована текстильна фабрика — одна з найбільш важливих в Богемії, проте в 1840 році місцева рада відкинула план будівництва через місто нової дороги, що стало причиною зниження виробництва в текстильній галузі. Промисловому зростанню попри це сприяло подальше будівництво залізниць: гілки Аш — Границі (в 1885 році) і її продовження Границі — Адорф (у 1906 році). В ході Першої Світової війни Границі були майже повністю зруйновані, населення міста тоді сильно страждало від голоду.

## Географія
Розташований на кордоні з Німеччиною, в 12 км на північ від міста Аш, на висоті 679 м над рівнем моря. Найближче місто з німецького боку — Бад-Ельстер, знаходиться в землі Саксонія. Площа становить 31,80 км².

## Пам'ятки
З визначних пам'яток міста варто відзначити євангелістську церкву XIV століття і католицьку церкву Пресвятої Діви Марії, побудовану в 1894 році.

## Населення
| Рік  | Чисельність | Чисельність |
| ---- | ----------- | ----------- |
| 1869 | 5982        | [ 7 ]       |
| 1880 | 6296        | [ 7 ]       |
| 1890 | 6047        | [ 7 ]       |
| 1900 | 6568        | [ 7 ]       |
| 1910 | 7281        | [ 7 ]       |
| 1921 | 6357        | [ 7 ]       |
| 1930 | 6922        | [ 7 ]       |

| Рік  | Чисельність | Чисельність |
| ---- | ----------- | ----------- |
| 1950 | 3160        | [ 7 ]       |
| 1961 | 2417        | [ 7 ]       |
| 1970 | 2496        | [ 7 ]       |
| 1980 | 2428        | [ 7 ]       |
| 1991 | 2280        | [ 7 ]       |
| 2001 | 2266        | [ 7 ]       |
| 2011 | 2096        | [ 7 ]       |

| Рік  | Чисельність | Чисельність |
| ---- | ----------- | ----------- |
| 2014 | 2178        | [ 8 ]       |
| 2016 | 2145        | [ 9 ]       |
| 2017 | 2140        | [ 10 ]      |
| 2018 | 2098        | [ 11 ]      |
| 2019 | 2129        | [ 12 ]      |
| 2020 | 2147        | [ 13 ]      |
| 2021 | 2151        | [ 14 ]      |

| Рік  | Чисельність | Чисельність |
| ---- | ----------- | ----------- |
| 2021 | 1998        | [ 15 ]      |
| 2022 | 2057        | [ 16 ]      |
| 2023 | 2087        | [ 17 ]      |
| 2024 | 2101        | [ 4 ]       |

| Рік  | Чисельність | Чисельність |
| ---- | ----------- | ----------- |
| 1869 | 5982        | [ 7 ]       |
| 1880 | 6296        | [ 7 ]       |
| 1890 | 6047        | [ 7 ]       |
| 1900 | 6568        | [ 7 ]       |
| 1910 | 7281        | [ 7 ]       |
| 1921 | 6357        | [ 7 ]       |
| 1930 | 6922        | [ 7 ]       |

| Рік  | Чисельність | Чисельність |
| ---- | ----------- | ----------- |
| 1950 | 3160        | [ 7 ]       |
| 1961 | 2417        | [ 7 ]       |
| 1970 | 2496        | [ 7 ]       |
| 1980 | 2428        | [ 7 ]       |
| 1991 | 2280        | [ 7 ]       |
| 2001 | 2266        | [ 7 ]       |
| 2011 | 2096        | [ 7 ]       |

| Рік  | Чисельність | Чисельність |
| ---- | ----------- | ----------- |
| 2014 | 2178        | [ 8 ]       |
| 2016 | 2145        | [ 9 ]       |
| 2017 | 2140        | [ 10 ]      |
| 2018 | 2098        | [ 11 ]      |
| 2019 | 2129        | [ 12 ]      |
| 2020 | 2147        | [ 13 ]      |
| 2021 | 2151        | [ 14 ]      |

| Рік  | Чисельність | Чисельність |
| ---- | ----------- | ----------- |
| 2021 | 1998        | [ 15 ]      |
| 2022 | 2057        | [ 16 ]      |
| 2023 | 2087        | [ 17 ]      |
| 2024 | 2101        | [ 4 ]       |

|  |

## Галерея

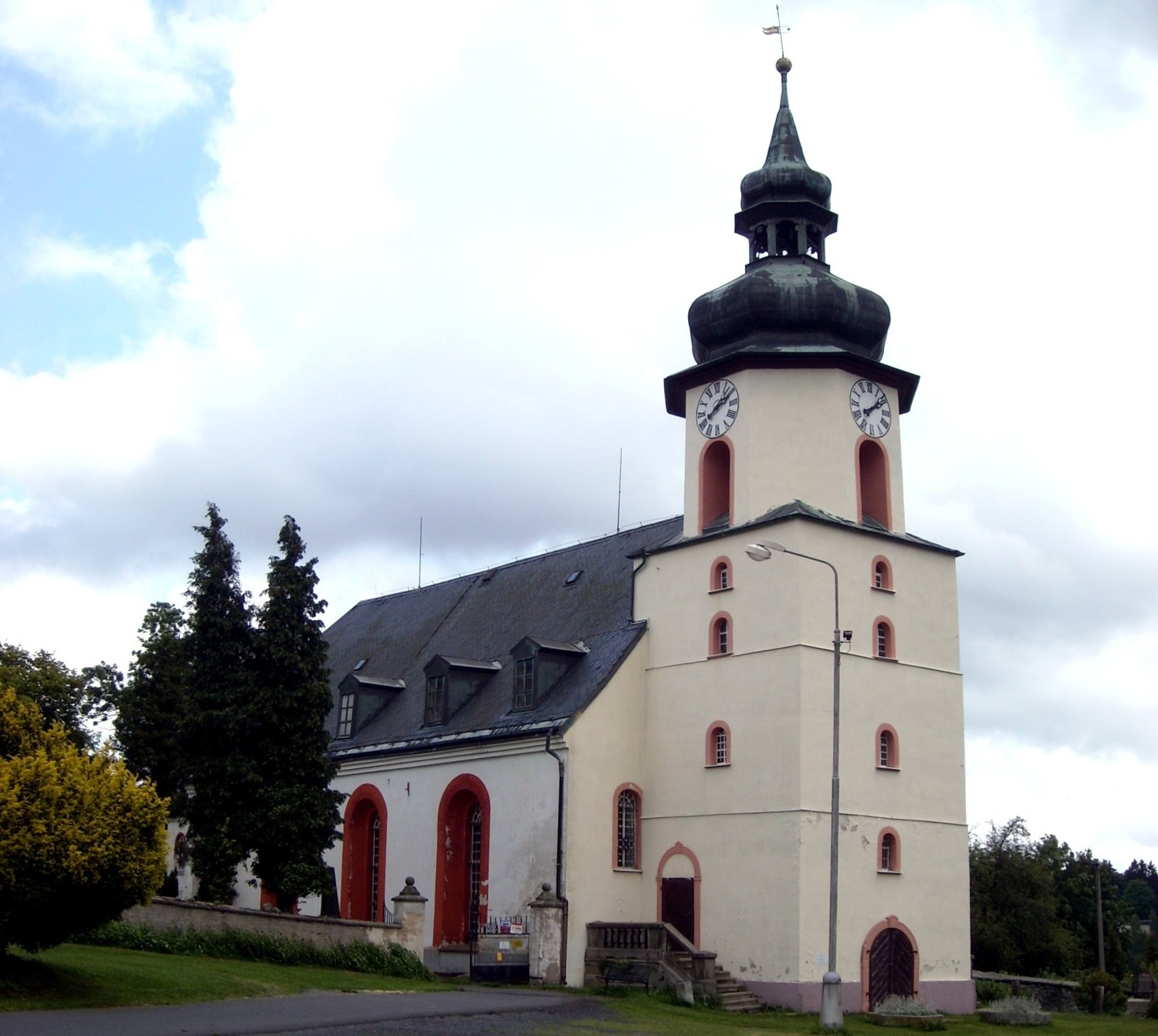
Євангелістська церква
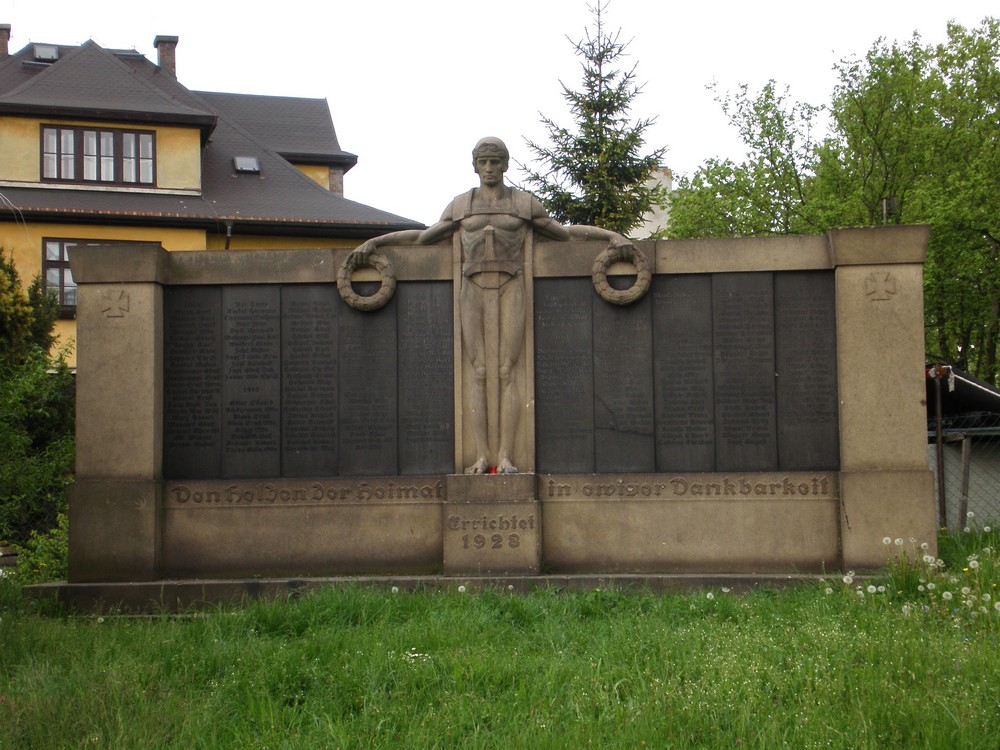
Пам'ятник жертвам Першої світової війни
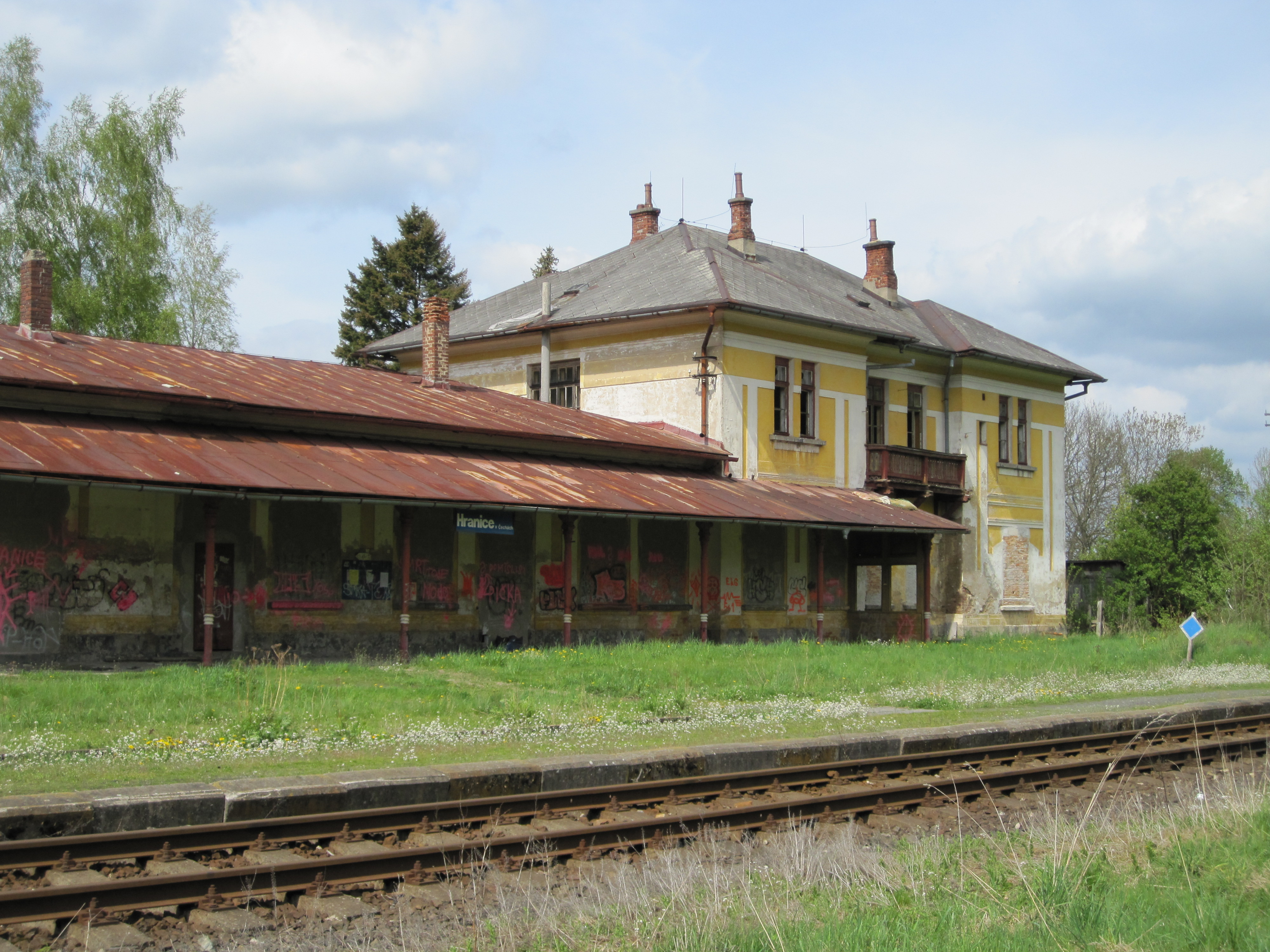
Залізнична станція